# Hochschule Mannheim

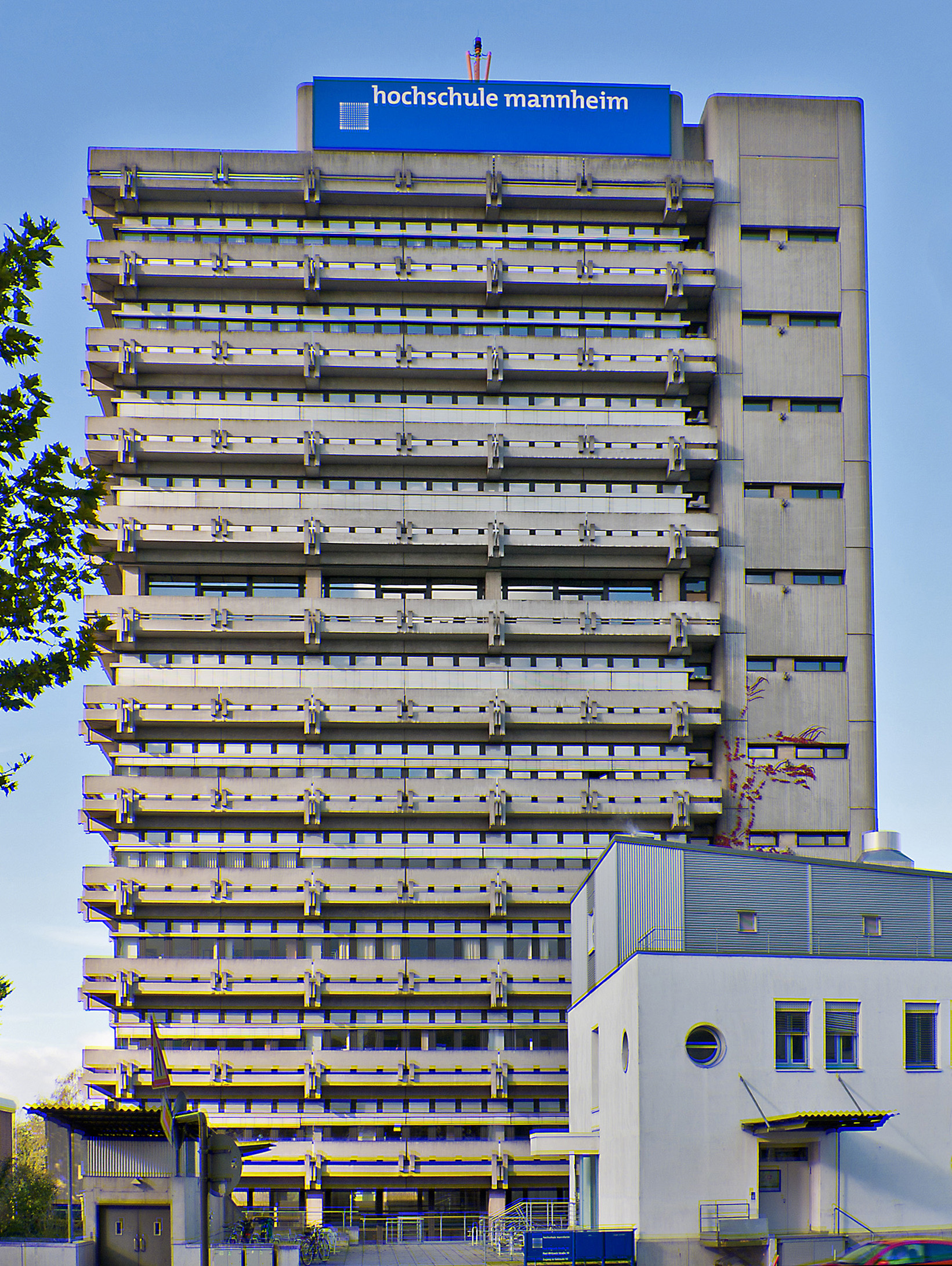
Illustration

La Hochschule Mannheim (elle fut appelée jusqu'en 2005 Fachhochschule Mannheim – Hochschule für Technik und Gestaltung) est une école d'ingénieur à Mannheim. C'est une Fachhochschule. Elle fut fondée en 1898.